# Menjamel ocraci
El menjamel ocraci (Pycnopygius ixoides) és un ocell de la família dels melifàgids (Meliphagidae).

## Hàbitat i distribució
Habita els boscos del nord i sud de Nova Guinea.